# 贺盛桂
贺盛桂（1915年—1990年），中国人民解放军将领、中国人民解放军开国少将。
曾任中国人民解放军后勤学院后勤指挥系主任。1955年，授予中国人民解放军少将。